# Persone di cognome Jones/Giocatori di football americano
| Questa pagina contiene informazioni ricavate automaticamente dalle voci biografiche con l'ausilio del template Bio e di un bot. L'aggiornamento è periodico e automatico e ricostruisce completamente la pagina. Se manca una persona in questa lista, sei pregato di non aggiungerla, ma accertati piuttosto che la sua voce biografica contenga il template Bio e che i dati anagrafici siano correttamente compilati. Se il template Bio manca, inseriscilo tu stesso o, in alternativa, metti l'avviso {{tmp\|Bio}} che ne segnala la mancanza. Se i dati riportati sono sbagliati, correggi direttamente la voce biografica; le modifiche saranno visibili in questa lista entro pochi giorni. Per chiarimenti vedi il progetto antroponimi. La lista contiene solo le 82 persone che sono citate nell'enciclopedia e per le quali è stato implementato correttamente il template Bio. Pagina aggiornata al 23 giu 2025. |

Questa è una lista di persone presenti nell'enciclopedia che hanno il cognome Jones e sono giocatori di football americano.

## A(2)
- Pacman Jones, ex giocatore di football americano e wrestler statunitense (Atlanta, n. 1983)
- Aaron Jones, giocatore di football americano statunitense (Savannah, n. 1994)

## B(10)
- Barrett Jones, giocatore di football americano statunitense (Collierville, n. 1990)
- Ben Jones, giocatore di football americano statunitense (Centreville, n. 1989)
- Benito Jones, giocatore di football americano statunitense (Waynesboro, n. 1997)
- Bert Jones, ex giocatore di football americano statunitense (Ruston, n. 1951)
- Brad Jones, giocatore di football americano statunitense (Lansing, n. 1986)
- Brandon Jones, giocatore di football americano statunitense (n. 1998)
- Braxton Jones, giocatore di football americano statunitense (Murray, n. 1999)
- Brent Jones, ex giocatore di football americano statunitense (Santa Clara, n. 1963)
- Broderick Jones, giocatore di football americano statunitense (Lithonia, n. 2001)
- Byron Jones, giocatore di football americano statunitense (New Britain, n. 1992)

## C(13)
- Caleb Jones, giocatore di football americano statunitense (Indianapolis, n. 1999)
- Cardale Jones, giocatore di football americano statunitense (Cleveland, n. 1992)
- Cedric Jones, ex giocatore di football americano statunitense (Houston, n. 1974)
- Chandler Jones, giocatore di football americano statunitense (Rochester, n. 1990)
- Charlie Jones, giocatore di football americano statunitense (Deerfield, n. 1998)
- Chris Jones, giocatore di football americano statunitense (Jacksonville, n. 1995)
- Christian Jones, giocatore di football americano statunitense (Houston, n. 2000)
- Chris Jones, giocatore di football americano statunitense (Columbus, n. 1990)
- Chris Jones, giocatore di football americano statunitense (Houston, n. 1994)
- Cody Jones, giocatore di football americano statunitense (San Francisco, n. 1951)
- Colin Jones, giocatore di football americano statunitense (Bridgeport, n. 1987)
- Cory Jones, giocatore di football americano statunitense (Alexandria)
- Cyrus Jones, giocatore di football americano statunitense (Baltimora, n. 1993)

## D(10)
- Deacon Jones, giocatore di football americano statunitense (Eatonville, n. 1938 - Anaheim, † 2013)
- DaQuan Jones, giocatore di football americano statunitense (Johnson City, n. 1991)
- Daniel Jones, giocatore di football americano statunitense (Charlotte, n. 1997)
- Datone Jones, giocatore di football americano statunitense (Los Angeles, n. 1990)
- D.J. Jones, giocatore di football americano statunitense (Greenville, n. 1995)
- Dawand Jones, giocatore di football americano statunitense (Indianapolis, n. 2001)
- Deion Jones, giocatore di football americano statunitense (New Orleans, n. 1995)
- Derrick Jones, giocatore di football americano statunitense (Eupora, n. 1992)
- Don Jones, giocatore di football americano statunitense (Town Creek, n. 1990)
- Dre'Mont Jones, giocatore di football americano statunitense (Cleveland, n. 1997)

## E(4)
- Ed Jones, ex giocatore di football americano statunitense (Jackson, n. 1951)
- Elijah Jones, giocatore di football americano statunitense (New York, n. 2000)
- Ernest Jones, giocatore di football americano statunitense (Waycross, n. 1999)
- Ernie Jones, ex giocatore di football americano statunitense (Boca Raton, n. 1953)

## F(1)
- Felix Jones, ex giocatore di football americano statunitense (Tulsa, n. 1987)

## G(1)
- Andre Jones Jr., giocatore di football americano statunitense (Varnado, n. 1998)

## H(1)
- Henry Jones, ex giocatore di football americano statunitense (St. Louis, n. 1967)

## I(1)
- Zay Jones, giocatore di football americano statunitense (Dallas, n. 1995)

## J(13)
- Jack Jones, giocatore di football americano statunitense (Long Beach, n. 1997)
- Jacoby Jones, giocatore di football americano statunitense (New Orleans, n. 1984 - New Orleans, † 2024)
- Jamarco Jones, giocatore di football americano statunitense (Chicago, n. 1996)
- James Jones, giocatore di football americano statunitense (San Jose, n. 1984)
- Jarrian Jones, giocatore di football americano statunitense (Magee, n. 2001)
- Jarvis Jones, giocatore di football americano statunitense (Richland, n. 1989)
- Jason Jones, giocatore di football americano statunitense (Detroit, n. 1986)
- Jaylon Jones, giocatore di football americano statunitense (Cibolo, n. 2002)
- Johnnie Jones, ex giocatore di football americano statunitense (n. 1962)
- Jonathan Jones, giocatore di football americano statunitense (Carrollton, n. 1994)
- Josh Jones, giocatore di football americano statunitense (Walled Lake, n. 1994)
- Josh Jones, giocatore di football americano statunitense (n. 1997)
- Julius Jones, ex giocatore di football americano statunitense (Big Stone Gap, n. 1981)

## L(2)
- Vi Jones, giocatore di football americano statunitense (Austin, n. 1998)
- Levi Jones, ex giocatore di football americano statunitense (Eloy, n. 1979)

## M(5)
- Marcus Jones, giocatore di football americano statunitense (Enterprise, n. 1998)
- Marvin Jones, ex giocatore di football americano e allenatore di football americano statunitense (Miami, n. 1972)
- Matt Jones, giocatore di football americano statunitense (Tampa, n. 1992)
- Landry Jones, ex giocatore di football americano statunitense (Artesia, n. 1989)
- Mac Jones, giocatore di football americano statunitense (Jacksonville, n. 1998)

## N(2)
- Nazair Jones, ex giocatore di football americano statunitense (Roanoke Rapids, n. 1994)
- Nic Jones, giocatore di football americano statunitense (Detroit, n. 2001)

## Q(1)
- Julio Jones, ex giocatore di football americano statunitense (Foley, n. 1989)

## R(5)
- Randy Jones, giocatore di football americano statunitense (n. 1995)
- Reshad Jones, giocatore di football americano statunitense (Atlanta, n. 1988)
- Robert Jones, ex giocatore di football americano statunitense (Blackstone, n. 1970)
- Rod Jones, ex giocatore di football americano statunitense (Dallas, n. 1964)
- Rulon Jones, ex giocatore di football americano statunitense (Salt Lake City, n. 1958)

## S(3)
- Sai'vion Jones, giocatore di football americano statunitense (Vacherie, n. 2003)
- Seantavius Jones, giocatore di football americano statunitense (Tucker, n. 1992)
- Stan Jones, giocatore di football americano statunitense (Altoona, n. 1931 - Broomfield, † 2010)

## T(6)
- T.J. Jones, giocatore di football americano canadese (Winnipeg, n. 1992)
- Taiwan Jones, giocatore di football americano statunitense (San Francisco, n. 1988)
- Tebucky Jones, ex giocatore di football americano statunitense (New Britain, n. 1976)
- Thomas Jones, ex giocatore di football americano e attore statunitense (Big Stone Gap, n. 1978)
- Tony Jones, giocatore di football americano statunitense (Royston, n. 1966 - † 2021)
- Travis Jones, giocatore di football americano statunitense (New Haven, n. 1999)

## W(1)
- Walter Jones, ex giocatore di football americano statunitense (Aliceville, n. 1974)

## X(1)
- Xavier Jones, giocatore di football americano statunitense (Houston, n. 1997)